# Талмиџ (Канзас)
Талмиџ (енгл. Talmage) насељено је место без административног статуса у америчкој савезној држави Канзас.

## Демографија
По попису из 2010. године број становника је 99.
| Група             | 2000.    | 2010.      |
| Белци             | 0 (0,0%) | 94 (94,9%) |
| Афроамериканци    | 0 (0,0%) | 0 (0,0%)   |
| Азијати           | 0 (0,0%) | 0 (0,0%)   |
| Хиспаноамериканци | 0 (0,0%) | 1 (1,0%)   |
| Укупно            | 0        | 99         |